# W-Juliette
W-Juliette (W ジュリエット, W-Juliet) est un manga en 14 volumes d'Emura, édité par Hakusensha au Japon.

## Résumé
Nous suivons l'histoire de Makoto Narita et d'Ito Miura. Le père de Makoto Narita souhaite qu'il reprenne la direction du dojo familial. Mais celui-ci, passionné par le théâtre, veut devenir acteur et refuse le destin que veut lui imposer son père. 
Après une violente dispute son père lui lance un défi : si Makoto réussit à passer ses années de lycée déguisé en fille sans que personne le découvre, son père ne s'opposera plus à son rêve. Makoto accepte et se fait transférer dans une nouvelle école sous le nom de Makoto Amano.
Il y fait la rencontre d'Ito Miura, jeune fille au caractère bien trempé et véritable garçon manqué. Celle-ci découvrira son secret dès les premiers jours et décidera de l'aider à réaliser son rêve en le couvrant et en le protégeant de la curiosité des autres élèves et de bien d'autres encore.

## Édition
Ce manga est publié chez les éditions Pika. Il n'est plus commercialisé en France.

## Suite
Il est publié depuis 2006 une suite de W Juliette, nommé W Juliette II, publié chez Hakusensha.